# Waldemar Szpilman
Waldemar Szpilman (Owtrowiec, Polônia, 1905 - Rio de Janeiro, 2003), também grafado como Valdemar Spillmann, foi um saxofonista, líder de orquestra e compositor polaco naturalizado brasileiro. Foi parceiro musical de Heitor Villa Lobos. Gravou em 1956, seu primeiro LP, intitulado Dançando com Waldemar Spilman e sua Orquestra, pela Continental.

## Vida pessoal
Waldemar Szpilman nasceu em Ostrowiec, na Polônia, em 1915 e imigrou para o Brasil em 1925, junto com seus dois irmãos, Moisés e Samuel.
Seu primo Władysław Szpilman (1911–2000), foi pianista e sua história foi contada no filme de Roman Polanski, O Pianista. Seu filho Marcos Szpilman, foi músico e criador da Rio Jazz Orchestra. Sua neta Taryn Szpilman é cantora e atriz.

## Carreira
Em junho de 1938, foi contratado para tocar na inauguração do Grande Hotel. Em 1945, criou uma orquestra para animar bailes na cidade do Rio de Janeiro. Em 1952, foi segundo violino da Orquestra Sinfônica Brasileira.

Foi parceiro musical de Heitor Villa Lobos. Tendo sido solista original da obra "Fantasia" para saxofone, acompanhado pela Orquestra de Câmara do MEC, estreada no dia 17 de novembro de 1951, no Auditório do Palácio da Cultura.
Muito requisitada, a Orquestra Waldemar Szpilman rivalizava com a também famosa Orquestra Tabajara nos bailes e cerimônias da então capital federal. Em 1967, Waldemar cessou esse trabalho para dedicar-se à Rádio MEC, como programador da emissora, e compor a formação de músicos da Orquestra Sinfônica Brasileira (OSB). 

## Discografia
- 1960 - Baile de Reveillon, de Waldemar Spilman e Sua Orquestra (Internacional)[12]
- 1959 - O primeiro baile, de Waldemar Spilman e Sua Orquestra (CID)[13]
- 1956 - Pente house mambo/Samba em fantasia (Continental)[13]
- 1956 - Dançando com Waldemar Spilman e sua orquestra (Continental)[13]